# Gran Premio di superbike di Albacete 1994
Il Gran Premio di Superbike di Albacete 1994 è stata la quarta prova su undici del Campionato mondiale Superbike 1994, è stato disputato il 19 giugno sul Circuito di Albacete e ha visto la vittoria di Carl Fogarty in gara 1, lo stesso pilota si è ripetuto anche in gara 2.

## Risultati

### Gara 1

#### Arrivati al traguardo[3]
| Pos. | Nº | Pilota               | Motocicletta | Tempo     | Griglia | Punti |
| ---- | -- | -------------------- | ------------ | --------- | ------- | ----- |
| 1º   | 2  | Carl Fogarty         | Ducati       | 44:21.492 | 1º      | 20    |
| 2º   | 3  | Aaron Slight         | Honda        | +0:08.808 | 4º      | 17    |
| 3º   | 69 | James Whitham        | Ducati       | +0:15.425 | 3º      | 15    |
| 4º   | 6  | Piergiorgio Bontempi | Kawasaki     | +0:15.524 | 6º      | 13    |
| 5º   | 8  | Terry Rymer          | Kawasaki     | +0:24.536 | 7º      | 11    |
| 6º   | 23 | Doug Polen           | Honda        | +0:28.076 | 11º     | 10    |
| 7º   | 11 | Andreas Meklau       | Ducati       | +0:31.450 | 14º     | 9     |
| 8º   | 37 | Simon Crafar         | Honda        | +0:45.924 | 13º     | 8     |
| 9º   | 7  | Stéphane Mertens     | Ducati       | +0:48.476 | 18º     | 7     |
| 10º  | 33 | Brian Morrison       | Honda        | +0:50.005 | 16º     | 6     |
| 11º  | 40 | Serafino Foti        | Ducati       | +0:52.004 | 15º     | 5     |
| 12º  | 63 | Adrien Morillas      | Kawasaki     | +1:06.948 | 20º     | 4     |
| 13º  | 87 | Carlos Cardús        | Ducati       | +1:07.082 | 8º      | 3     |
| 14º  | 32 | Stefano Caracchi     | Ducati       | +1:07.535 | 28º     | 2     |
| 15º  | 41 | Michaël Paquay       | Honda        | +1:15.392 | 17º     | 1     |
| 16º  | 95 | Thierry Rogier       | Ducati       | +1:16.691 | 32º     |       |
| 17º  | 85 | Gregorio Lavilla     | Yamaha       | +1:19.454 | 30º     |       |
| 18º  | 38 | Gianmaria Liverani   | Honda        | +1:29.116 | 12º     |       |
| 19º  | 58 | Aldeo Presciutti     | Ducati       | +1:34.251 | 24º     |       |
| 20º  | 79 | Jean-Yves Mounier    | Ducati       | +1:35.560 | 31º     |       |
| 21º  | 54 | Denis Bonoris        | Kawasaki     | +1:48.199 | 25º     |       |
| 22º  | 64 | Gérald Muteau        | Ducati       | +1 giro   | 36º     |       |
| 23º  | 49 | Andrea Perselli      | Ducati       | +1 giro   | 34º     |       |
| 24º  | 43 | Eric Maillard        | Honda        | +1 giro   | 35º     |       |
| 25º  | 21 | Jean-Marc Delétang   | Yamaha       | +1 giro   | 26º     |       |

#### Ritirati
| Nº | Pilota             | Motocicletta | Giri     | Griglia |
| -- | ------------------ | ------------ | -------- | ------- |
| 77 | José Kuhn          | Honda        | +8 giri  | 22º     |
| 97 | Pedro Baptista     | Yamaha       | +11 giri | 37º     |
| 1  | Scott Russell      | Kawasaki     | +13 giri | 2º      |
| 89 | Mauro Mastrelli    | Yamaha       | +14 giri | 33º     |
| 34 | Bernard Cazade     | Honda        | +19 giri | 27º     |
| 99 | Massimo Meregalli  | Yamaha       | +22 giri | 9º      |
| 36 | Valerio Destefanis | Ducati       | +22 giri | 10º     |
| 84 | Thierry Crine      | Yamaha       | +23 giri | 29º     |
| 4  | Fabrizio Pirovano  | Ducati       | +24 giri | 19º     |
| 59 | Mauro Moroni       | Kawasaki     | +24 giri | 23º     |
| 10 | Mauro Lucchiari    | Ducati       | +25 giri | 21º     |

### Gara 2

#### Arrivati al traguardo[4]
| Pos. | Nº | Pilota               | Motocicletta | Tempo     | Griglia | Punti |
| ---- | -- | -------------------- | ------------ | --------- | ------- | ----- |
| 1º   | 2  | Carl Fogarty         | Ducati       | 44:33.685 | 1º      | 20    |
| 2º   | 3  | Aaron Slight         | Honda        | +0:06.972 | 4º      | 17    |
| 3º   | 69 | James Whitham        | Ducati       | +0:17.796 | 3º      | 15    |
| 4º   | 11 | Andreas Meklau       | Ducati       | +0:18.484 | 14º     | 13    |
| 5º   | 8  | Terry Rymer          | Kawasaki     | +0:21.129 | 7º      | 11    |
| 6º   | 6  | Piergiorgio Bontempi | Kawasaki     | +0:35.955 | 6º      | 10    |
| 7º   | 23 | Doug Polen           | Honda        | +0:36.068 | 11º     | 9     |
| 8º   | 87 | Carlos Cardús        | Ducati       | +0:54.510 | 8º      | 8     |
| 9º   | 63 | Adrien Morillas      | Kawasaki     | +0:58.330 | 20º     | 7     |
| 10º  | 7  | Stéphane Mertens     | Ducati       | +0:59.980 | 18º     | 6     |
| 11º  | 4  | Fabrizio Pirovano    | Ducati       | +1:01.521 | 19º     | 5     |
| 12º  | 40 | Serafino Foti        | Ducati       | +1:01.659 | 15º     | 4     |
| 13º  | 33 | Brian Morrison       | Honda        | +1:02.234 | 16º     | 3     |
| 14º  | 37 | Simon Crafar         | Honda        | +1:02.679 | 13º     | 2     |
| 15º  | 38 | Gianmaria Liverani   | Honda        | +1:02.827 | 12º     | 1     |
| 16º  | 99 | Massimo Meregalli    | Yamaha       | +1:10.623 | 9º      |       |
| 17º  | 85 | Gregorio Lavilla     | Yamaha       | +1:15.640 | 30º     |       |
| 18º  | 79 | Jean-Yves Mounier    | Ducati       | +1:15.688 | 31º     |       |
| 19º  | 54 | Denis Bonoris        | Kawasaki     | +1:30.676 | 25º     |       |
| 20º  | 43 | Eric Maillard        | Honda        | +1 giro   | 35º     |       |
| 21º  | 64 | Gérald Muteau        | Ducati       | +1 giro   | 36º     |       |
| 22º  | 49 | Andrea Perselli      | Ducati       | +1 giro   | 34º     |       |

#### Ritirati
| Nº | Pilota             | Motocicletta | Giri     | Griglia |
| -- | ------------------ | ------------ | -------- | ------- |
| 32 | Stefano Caracchi   | Ducati       | +12 giri | 28º     |
| 34 | Bernard Cazade     | Honda        | +13 giri | 27º     |
| 21 | Jean-Marc Delétang | Yamaha       | +17 giri | 26º     |
| 41 | Michaël Paquay     | Honda        | +18 giri | 17º     |
| 1  | Scott Russell      | Kawasaki     | +19 giri | 2º      |
| 58 | Aldeo Presciutti   | Ducati       | +20 giri | 24º     |
| 95 | Thierry Rogier     | Ducati       | +21 giri | 32º     |
| 36 | Valerio Destefanis | Ducati       | +24 giri | 10º     |
| 10 | Mauro Lucchiari    | Ducati       | +26 giri | 21º     |
| 84 | Thierry Crine      | Yamaha       | +27 giri | 29º     |